# 이성근 (공예가)
이성근(1954년 8월 15일 ~ )은 대한민국의 공예가이다. '맑은흙도예' 대표이다.

## 생애
1954년 서울특별시에서 태어나 그곳에서 살면서 일하고 있다.
홍익대학교를 졸업하였고 그곳에서 국립현대미술관을 위해 미술과 개인실습, 상담일을 병행했다.

## 예술품
인간과 자연 사이에 다리를 만드는 이성근의 작품은 동아시아의 미술문화 어느 곳에나 존재하는 기(气)의 개념을 온전하게 묘사했다.
프랑스와 한국 간 120년 우정을 축하하기 위해 파리 장식미술관에 작품이 전시되었다.